# Средно село (област Варна)
 За другото българско село вижте Средно село (Област Велико Търново).  
Средно село е село в Североизточна България. То се намира в община Ветрино, област Варна.

## География
Намира се на 47 km от град Варна.

## История
Бежанци от Тракия полагат основите на Средно село в община Ветрино преди около 200 години. Това става през 1829 г., когато заедно с войските на руския пълководец Дибич Задбалкански след поредната руско-турска война заради страх от турски зверства на север се насочили много семейства от Южна България. Селото е второто от общината, за което разказва „Народно дело“. До него от морската столица се стига по магистралата за София по отклонение за Ветрино. Разстоянието е 47 километра. Бегли сведения за първото преселение се срещат в публикации на няколко историци и краеведи. Според кмета на селото Недялка Динкова втората група тракийски семейства идва от село Бояджик след кървавото потушаване на Априлското въстание. Десетина години по-късно се заселват и пришълци от софийското село Мухово.
Старото име на Средно село е Орта кьой. Преименувано е на 14 август 1934 г. с указ на правителството на Кимон Георгиев. Местните твърдят, че името идва от факта, че то се намира точно по средата между Ветрино и Момчилово. Не е изключено в землището на Средно село да е имало тракийско селище, защото в съседство има няколко тракийски могили. В миналото било известно с богатата си земя и суровия климат през зимата. И сега прозорците на всички по-стари къщи са обърнати на юг, а дебелите каменни зидове – на север, за да спират студения вятър.
През 30-те години на ХХ век с доброволни дарения е изграден внушителният, но в окаяно състояние днес православен храм „Света Петка“. За времето си той е сред големите в района, защото в селото живеят многократно повече хора. 

## Население
Численост на населението според преброяванията през годините:
| \| Година на преброяване \| Численост \| \| --------------------- \| --------- \| \| 1934 \| 279 \| \| 1946 \| 321 \| \| 1956 \| 341 \| \| 1965 \| 286 \| \| 1975 \| 183 \| \| 1985 \| 128 \| \| 1992 \| 98 \| \| 2001 \| 83 \| \| 2011 \| 53 \| \| 2021 \| 49 \| |           |
| Година на преброяване | Численост |
| 1934 | 279       |
| 1946 | 321       |
| 1956 | 341       |
| 1965 | 286       |
| 1975 | 183       |
| 1985 | 128       |
| 1992 | 98        |
| 2001 | 83        |
| 2011 | 53        |
| 2021 | 49        |

### Етнически състав

#### Преброяване на населението през 2011 г.
Численост и дял на етническите групи според преброяването на населението през 2011 г.:
|                     | Численост | Дял (в %) |
| Общо                | 53        | 100.00    |
| Българи             | 35        | 66.03     |
| Турци               | –         | –         |
| Цигани              | –         | –         |
| Други               | ?         | ?         |
| Не се самоопределят | ?         | ?         |
| Неотговорили        | 17        | 32.07     |

В селото живеят 59 жители има и няколко чужди семейства предимно от британски произход. 
Къщите в селото са 72 на брой. Британските имоти са 14.